# Bulbophyllum serripetalum
Bulbophyllum serripetalum är en orkidéart som beskrevs av Rudolf Schlechter. Bulbophyllum serripetalum ingår i släktet Bulbophyllum och familjen orkidéer. Inga underarter finns listade i Catalogue of Life.